# Hjøllund
Hjøllund er en landevejsbebyggelse på primærrute 13 i Midtjylland, beliggende 17 km sydøst for Ikast, 12 km nordøst for Ejstrupholm, 13 km vest for Them og 19 km sydvest for Silkeborg. Bebyggelsen hører til Silkeborg Kommune og ligger i Region Midtjylland.
Hjøllund hører til Vrads Sogn. Vrads Kirke ligger i Vrads 6 km sydøst for Hjøllund. 1 km syd for Hjøllund ligger den lidt større landevejsbebyggelse Lille Hjøllund.

## Faciliteter
- Hjøllund Hallen er kendt for et ugentligt bankospil, der samler ca. 150 mennesker fra et stort opland og skaffer penge til både hallen og Hjøllund Gymnastik & Idrætsforening.[1]
- Hjøllund har købmandsgård og i Lille Hjøllund ligger grillbaren Pitstop Tulip Hjøllund.

## Historie
I 1904 blev Hjøllund beskrevet således: "Hjøllund (St.- og Lille-H.), Huse, med Skole og Skovbetjentbolig (den tidligere Lille Hjøllund Kro, ved Landevejen)." Lille Hjøllund Kro lå nord for den nuværende rundkørsel.

### Kommunen
Vrads Sogn og Bryrup Sogn var annekser til Vinding Sogn og havde altså ikke egen præst, men blev betjent af præsten i Vinding. Vinding-Bryrup-Vrads pastorat blev grundlaget for Vinding-Bryrup-Vrads sognekommune, der fungerede frem til kommunalreformen i 1970. I 1970-2006 hørte den til Them Kommune.

### Jernbanen
Hjøllund fik jernbanestation på Diagonalbanen (1920-1971). Øst for jernbanen placerede tyskerne under 2. Verdenskrig Hjøllund ammunitionsdepot. Da englænderne efter krigen destruerede ammunitionen, betegnede de depotet som det største i Europa.
Godstrafikken mellem Brande og Hjøllund fortsatte til 1989. I 1992 blev banelegemet overdraget til Naturstyrelsen, som etablerede Funder-Ejstrup natursti. Stationsbygningen er bevaret på Viborg Hovedvej 2.
Under Anden Verdenskrig opførte den tyske besættelsesmagt et våbendepot.

### Efter 2000
Hjøllund har oplevet en betydelig tilbagegang. I 2011 stod hvert femte hus tomt.
Hærvejskroen, der var ret populær, kom på tvangsauktion både i 2003 og 2011.
I 2018 var ammunitionsdepotet ved Hjøllund ramme for eventet Bunker By Night.